# Jacob E. Jacobsen
Jacob Edvard V. Jacobsen (født 22. januar 1889 i Klaksvík, død 27. januar 1947) var en færøsk havnefoged og politiker (JF). Han var valgt til kommunalbestyrelsen i Klaksvík 1922–47 og borgmester 1935–38. Derefter var han valgt til Lagtinget fra Norðoyar 1940–43 og 1945–46.